# 田中彰 (歴史学者)
田中 彰（たなか あきら、1928年3月20日 - 2011年11月9日）は、日本の歴史学者。北海道大学名誉教授。専門は、日本近代史。

## 来歴
山口県徳山市生まれ。戦中は陸軍予科士官学校に在籍。1953年、東京教育大学文学部卒業。1959年、同大学院文学研究科博士課程修了。都留文科大学助教授、北海道大学文学部助教授、同教授。1991年、北海道大学停年退官。札幌学院大学経済学部教授。2000年、札幌学院大学退職。
陸軍予科士官学校生徒として終戦降伏を迎えた敗戦体験が、幕末・明治維新史研究の起点となる。明治以降の近代日本史を批判的に取り組み、石橋湛山による小国主義（小日本主義）、近代天皇制を軸とした大日本帝国否定論を基調としている。

## 著書

### 単著
- 『明治維新政治史研究――維新変革の政治的主体の形成過程』（青木書店, 1963年）、新版1986年
- 『幕末の藩政改革』（塙書房, 1965年／塙選書, 1981年）
- 『幕末の長州――維新志士出現の背景』（中央公論社［中公新書］, 1965年）
- 『体系・日本歴史（5） 明治国家』（日本評論社, 1967年）、のち新版
- 『未完の明治維新』（三省堂, 1968年）、のち新版
- 『明治維新と歴史教育』（青木書店, 1970年）
- 『日本の歴史（24） 明治維新』（小学館, 1976年）
  - 『明治維新』（講談社［講談社学術文庫］, 2003年）。改訂版
- 『岩倉使節団――明治維新のなかの米欧』（講談社現代新書,　1977年）  
  - 改訂版『岩倉使節団　「米欧回覧実記」』（岩波書店［同時代ライブラリー］, 1994年／岩波現代文庫, 2002年）
- 『近代天皇制への道程』（吉川弘文館, 1979年、同［歴史文化セレクション］, 2007年）
- 『明治維新の敗者と勝者』（日本放送出版協会［NHKブックス］, 1980年）
- 『日本人と東南アジア――インドネシアで考える』（小学館創造選書, 1983年）
- 『「脱亜」の明治維新――岩倉使節団を追う旅から』（日本放送出版協会［NHKブックス］, 1984年）。オンデマンド版2003年
- 『高杉晋作と奇兵隊』（岩波書店［岩波新書］, 1985年／同（新版単行判）, 1993年）
- 『明治維新観の研究』（北海道大学図書刊行会, 1987年）
- 『松陰と女囚と明治維新』（日本放送出版協会［NHKブックス］, 1991年）
- 『明治維新と天皇制』（吉川弘文館, 1992年）
- 『日本の歴史（15） 開国と倒幕』（集英社, 1992年）
- 『幕末維新史の研究』（吉川弘文館, 1996年）
- 『長州藩と明治維新』（吉川弘文館, 1998年）
- 『小国主義――日本の近代を読みなおす』（岩波書店［岩波新書］, 1999年）
- 『顧みて、いま』（北海道大学図書刊行会, 1999年）、選書版
- 『日本の歴史（7） 明治維新』（岩波書店［岩波ジュニア新書］, 2000年）
- 『北海道と明治維新――辺境からの視座』（北海道大学図書刊行会, 2000年）
- 『吉田松陰――変転する人物像』（中央公論新社［中公新書］, 2001年）
- 『岩倉使節団の歴史的研究』（岩波書店, 2002年）
- 『明治維新と西洋文明――岩倉使節団は何を見たか』（岩波書店［岩波新書］, 2003年）
- 『近代日本の歩んだ道 　「大国主義」から「小国主義」へ』（人文書館,　2005年）

### 校注ほか
- 久米邦武『特命全権大使　米欧回覧実記』 全5巻、校注・解説（岩波文庫, 1977-1982年／岩波書店（単行判5巻組）, 1985年）
- 桑原真人と共著『北海道開拓と移民』（吉川弘文館, 1996年）
- 吉田松陰『講孟余話 ほか』（中央公論新社［中公クラシックス］, 2002年）。訳者の一員、元版は「日本の名著31　吉田松陰」（松本三之介責任編集、中央公論社, 1973年）

### 編著
- 『少年少女・日本の歴史（7） 明治維新　幕末と明治維新』（偕成社, 1976年）
- 『日本史（6）近代Ⅰ』（有斐閣新書, 1977年）
- 『近代日本の軌跡（1）明治維新』（吉川弘文館, 1994年）
- 『日本の近世（18）近代国家への志向』（中央公論社, 1994年）
- 『近代日本の内と外』（吉川弘文館, 1999年）
- 『幕末維新の社会と思想』（吉川弘文館, 1999年）
- 『幕末維新論集（1）世界の中の明治維新』（吉川弘文館, 2001年）

### 共編
- （石川卓美）『脱隊暴動一件紀事材料――奇兵隊反乱史料』（マツノ書店, 1981年）
- （高田誠二）『『米欧回覧実記』の学際的研究』（北海道大学図書刊行会, 1993年）
- （桑原真人）『平野弥十郎幕末・維新日記』（北海道大学図書刊行会, 2000年）